# 이자벨 키스

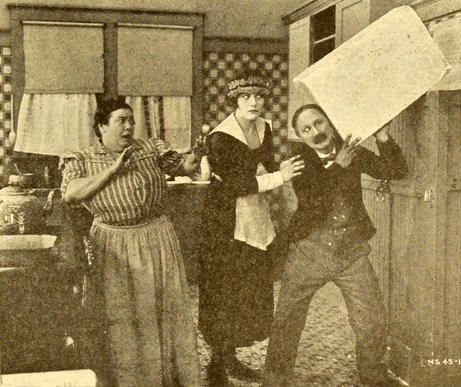

이자벨 키스(Isabelle Keith, 1898년 5월 27일 ~ 1979년 7월 20일)는 미국의 배우, 영화배우이다.

## 영화
- 맨하탄 멜로드라마 (1934년)
- 댄싱 레이디 (1933년)
- 래스퓨틴 앤 더 엠프리스 (1932년) - 파티 걸 역
- 비에니즈 나이츠 (1930년)
- 스프링 이즈 히어 (1930년)